# Charca la Vega del Machal
Charca la Vega del Machal este o arie protejată (arie de protecție specială avifaunistică — SPA) din Spania întinsă pe o suprafață de 6,64 ha, integral pe uscat.

## Localizare
Centrul sitului Charca la Vega del Machal este situat la coordonatele 39°02′57″N 6°21′52″W / 39.049167°N 6.364444°V.

## Înființare
Situl Charca la Vega del Machal a fost declarat arie de protecție specială avifaunistică în decembrie 2004 pentru a proteja 16 specii de animale.

## Biodiversitate
Situată în ecoregiunea mediteraneană, aria protejată conține 2 habitate naturale: Iazuri temporare mediteraneene, Pajiști umede mediteraneene cu ierburi înalte de Molinio-Holoschoenion.
La baza desemnării sitului se află mai multe specii protejate:
- păsări (14): fluierar de munte (Actitis hypoleucos), rață lingurar (Anas clypeata), rață mare (Anas platyrhynchos),  prundaș gulerat mic (Charadrius dubius), barză albă (Ciconia ciconia), barză neagră (Ciconia nigra), lișiță (Fulica atra), cocor (Grus grus), pescăruș negricios (Larus fuscus), pescăruș râzător (Larus ridibundus), corcodel mare (Podiceps cristatus), corcodel mic (Tachybaptus ruficollis), fluierarul de zăvoi (Tringa ochropus), nagâț (Vanellus vanellus)
- mamifere (1): vidră de râu (Lutra lutra)
- reptile (1): Mauremys leprosa

Pe lângă speciile protejate, pe teritoriul sitului au mai fost identificate 3 specii de păsări, 3 specii de amfibieni, 1 specie de mamifere.